# Rudolf Szanwald
Rudolf Szanwald (Viena, 6 de julho de 1931 - 2 de janeiro de 2013) foi um futebolista austríaco que atuava como goleiro.

## Carreira
Rudolf Szanwald fez parte do elenco da Seleção Austríaca na Copa do Mundo de 1958.